# Dhour El Choueir
Dhour El Choueir ist ein im Libanesischen Gebirge gelegener Ort, der in der Nähe von Caza di Metn liegt.
1250 Meter über dem Meeresspiegel gelegen, hat dieses große Dorf rund 5000 Einwohner.

## Persönlichkeiten
- Salwa Nassar (1913–1967), Physikerin und Hochschullehrerin